# Friedrichshafen
Friedrichshafen es una ciudad situada en el estado de Baden-Wurtemberg, al sur de Alemania. Tiene una población estimada, a fines de septiembre de 2021, de 61 640 habitantes.
Está ubicada al norte del lago de Constanza (Bodensee), cerca de las fronteras con Suiza y Austria. Es la capital del distrito de Bodensee.

## Zeppelin
La ciudad es conocida por ser la sede de la compañía de aeronaves Zeppelin y de la firma Dornier Flugzeugwerke, así como de ZF Friedrichshafen AG, fabricante de sistemas de transmisión. El conde Ferdinand von Zeppelin, que nació en Constanza, tuvo originalmente sus talleres de ensamblaje de aeronaves en un salón flotante en el lago que se podía alinear con el viento para sostener el inicio del difícil procedimiento. 
Hoy existe el gran Museo Zeppelin, situado cerca de la orilla del lago. En los últimos años varias pequeñas aeronaves Zeppelin se han construido con tecnología moderna que utiliza la empresa (llamadas "Zeppelin NT"). Estas aeronaves se pueden reservar para ver el paisaje desde las alturas.

## Economía
La construcción de aeronaves en el primer tercio del siglo XX atrajo considerable cantidad de industrias y contribuyó apreciablemente a la prosperidad relativa de Friedrichshafen, pero expuso también al pueblo a ataques aéreos masivos por las fuerzas aliadas en la segunda mitad de la Segunda Guerra Mundial que casi destruyeron completamente su centro histórico. 
Aparte de la industria y el turismo, varias exhibiciones comerciales regulares, tal como Aero (de tecnología de la aviación), InterBoot (de deportes acuáticos) y EuroBike, son factores económicos importantes. Además, el centro cultural Graf-Zeppelin-Haus ha llegado a ser un lugar muy popular para congresos, conferencias, y otros eventos.

## Transporte
El pueblo tiene trenes a intervalos regulares a Lindau y Ulm, así como a Basilea, en Suiza. 
Un servicio de transbordador de coches une Friedrichshafen con Romanshorn, en Suiza, y varios otros pueblos alrededor del lago también pueden alcanzarse por transbordador. 
La presencia de un aeropuerto local en crecimiento proporciona, entre otros servicios, una conexión diaria a aeropuertos como Frankfurt, Colonia o Berlín, así como diversos vuelos internacionales a destinos turísticos tales como las islas Canarias y Málaga (España) o Madeira (Portugal) Este factor ha contribuido recientemente al crecimiento de la ciudad.

## Hamradio
Esta feria de radioaficionados suele realizarse la última semana de junio, del viernes al domingo. Es una feria donde se exponen multitud de equipos, emisoras y antenas. También se realiza venta de artículos usados, ya que hay unos tres pabellones con ese fin. El más grande es el A1, para los expositores. A la feria acuden radioaficionados de toda Europa y del mundo. Se hace en unos hangares grandes, donde el resto del año se realizan otras exposiciones. Aquí hay un Zeppelin, que el visitante puede ver y abordar. Hay aparcamiento para los coches, camping para los radioaficionados que van con su caravana o autocaravana. La entrada suele ser de 26 euros por los tres días u 11 euros por día, y el aparcamiento de coches, de 5 euros por día. Las caravanas también tienen que pagar por acampar una tarifa que oscila entre 85 y 115 euros, y sus pasajeros tienen derecho a servicio médico y otros servicios. El horario de la feria es de 9 a 6 de la tarde, excepto el domingo, en que es de 9 de la mañana a 3 de la tarde.

## Otras
Las ciudades importantes más cercanas son Constanza (Alemania), St. Gallen, Ravensburg, Ulm, Múnich y Dornbirn. 
Friedrichshafen está hermanada con las ciudades de:
- Delitzsch, Alemania
- Imperia, Italia
- Peoria, Estados Unidos
- Saint-Dié-des-Vosges, Francia
- Sarajevo, Bosnia Herzegovina